# C/S Pleijel
C/S Pleijel, Cable ship Pleijel, är ett svenskt kabelfartyg, dvs ett fartyg avsedda för utläggning, underhåll och reparation av olika typer av sjökabel. Fartyget, ursprungligen byggt vid Fredericia Shipyard i Danmark, köptes av dåvarande Televerket 1989 och byggdes om för sitt nya ändamål. Fartyget döptes efter verkets tidigare sjökabelexpert Henning Pleijel. 
Då Televerket bolagiserades försågs fartyget med Telia-märkning. Under Telias fortsatta omvandling togs båten över av Swedia Networks och sedan av Eltel Networks då dessa köpte Swedia. År 2006 beslöt Eltel sig för att sälja fartyget eftersom man ansåg att sjökabel inte var en del av kärnverksamheten. Några anställda köpte då C/S Pleijel och startade företaget Baltic Offshore.
Fartyget används både för upptagning och utläggning av alla typer av sjökabel.
År 2015 genomgick fartyget en större ombyggnad vid Oresund Drydocks i Landskrona. Bland annat förlängdes fartyget med 13,2 meter, en åtgärd som vidtogs eftersom rederiet fått en stor order som innebar att lägga två likspännings- och en fiberkabel mellan Åland och Finland vilket medförde att man behövde mer kabelutrymme. Vidare byggde varvet om fartygets propulsion och maskinrum, elsystem samt navigationssystem.